# Astrid M. Fellner
Astrid M. Fellner ist eine österreichische Nordamerikanistin und Hochschullehrerin.

## Vita
Fellner studierte von 1986 bis 1992 englische und amerikanische Sprache und Kultur sowie spanische und lateinamerikanische Sprachen und Literatur an der Universität Wien. Das Studium beendete sie 1993 mit dem Abschluss des Mag. phil. Im Jahr 1999 promovierte sie an der Universität Wien zur Dr. phil. Nach ihrer Habilitation im Jahr 2006 arbeitete sie an verschiedenen Hochschulen. Seit 2009 hat sie den Lehrstuhl für nordamerikanische Literatur und Kultur an der Universität des Saarlandes inne.

## Forschungsschwerpunkte
Ihre Forschungsschwerpunkte liegen in den Bereichen der Gender- und Body Studies sowie der queer theory.
Fellner ist Teil der Organisation des Forums Geschlechterforschung, welches neben Vorträgen auch das Zertifikat Gender Studies für Studierende an der Universität des Saarlandes anbietet.
Zudem leitet sie unter anderem das Center for Border Studies der Universität der Großregion.

## Publikationen
- Articulating selves: contemporary Chicana self representation, in Austrian studies in English, Wien, 2002
- Making national bodies: cultural identity and the politics of the body in (post-)revolutionary America, Trier, 2010* Body sings: the latino/a body in cultural production, in American studies in Austria, Münster, Wien, Zürich, Berlin, 2011
- Is it´cause it´s cool ?: affective encounters with American culture, in American studies in Austria, Wien, Münster, 2014
- Gender überall ?: Beiträge zur interdisziplinären Geschlechterforschung, in Sofie, St. Ingbert, 2014
- (Pop)cultures on the move: transnational identifications and cultural exchange between East and West, in Saravi pontes, Saarbrücken 2018